# Argentotetraedrita-(Fe)
L'argentotetraedrita-(Fe) és un mineral de la classe dels sulfurs, que pertany al subgrup de la freibergita. Rep el seu nom per la seva relació amb la tetraedrita i el seu contingut en argent (del llatí, argentum).

## Característiques
L'argentotetraedrita-(Fe) és una sulfosal de fórmula química Ag₆(Cu₄Fe₂)Sb₄S₁₂S. Va ser originalment publicada sense aprovació per l'Associació Mineralògica Internacional l'any 1992, sent redefinida per procediments especials el 2008, i aprovada com a espècie vàlida l'any 2016. Cristal·litza en el sistema isomètric.
Els exemplars que van servir per a determinar l'espècie, el que es coneix com a material tipus, es troben conservats a les col·leccions mineralògiques de la Queens's University (Ontario, Canadà), amb el número de catàleg M8224 i M7138, i en el Museu d'Història Natural de Londres (Anglaterra), amb el número d'exemplar BM2016,101.

## Formació i jaciments
Va ser descoberta al mont Keno, al districte miner de Mayo, a la província del Yukon, al Canadà. Es tracta de l'únic indret on ha pogut ser descrita aquesta espècie mineral.